# Wladislaus van Zator
Wladislaus van Zator (-1494) was hertog van Zator van 1468 tot 1494. Hij stamde uit het huis Teschen (Cieszyn), een zijtak van het geslacht Piasten.
Hij was de vierde en jongste zoon van Wenceslaus I van Zator († 1465), ook bekend als Wenzel I van Auschwitz-Zator, en diens echtgenote Maria Kopczowzska († na 1468). 
Bij het overlijden van zijn vader in 1465, hij was nog minderjarig, erfde hij samen met zijn drie oudere broers, Casimir II († 1490), Wenceslaus II († 1484/7) en Jan V († 1513) het hertogdom Zator, wat de broers toto 1474 gezamenlijk beheerden. Daarna splitsen zij het territorium in tweeën waarbij de rivier de Skawa de grens vormde. Wladislaus kreeg samen met zijn broer Jan het westelijke deel toegewezen. Ook de stad Zator en het kasteel werden gedeeld.
Na het overlijden van Wladislaus ging zijn deel over aan zijn broer Jan. Daar zijn andere twee broers al eerder waren overleden had broer Jan het gehele hertogdom in bezit. Nog datzelfde jaar, op 29 juli 1494 verkocht deze het aan koning Jan I Albrecht, terwijl hij levenslang het vruchtgebruik behield. Ook de hertogstitel mocht hij tot het einde van zijn leven houden. 

## Huwelijk en kinderen
Wladislaus huwde in 1488 met Anna († 1494). De afkomst van Anna is onbekend. Uit het huwelijk is een dochter bekend:
- Agnes (* voor 1490 - † 1505), gehuwd met Jan van Tworkau (ook Tvorkovský), uit een Boheems adellijk geslacht